# Cour constitutionnelle suprême de Syrie
Pour les articles homonymes, voir cour constitutionnelle.
La Cour constitutionnelle suprême de Syrie (en arabe : المحكمة الدستورية العليا , Al-Mahkamah al-Dustūrīyah al-'Ulyā) est la plus haute autorité juridictionnelle de la République arabe syrienne.

## Histoire
Après la fin du mandat français en 1946, la vie politique agitée qui s'est ensuivie et la prise du pouvoir par le parti Baas, en 1963, une nouvelle constitution est adoptée le 13 mars 1973 par référendum. Cette constitution crée notamment la Cour suprême, un organe juridictionnel composé de cinq membres, dont la vocation est de trancher les litiges électoraux, de se prononcer sur la constitutionnalité d'une loi ou d'un décret contesté par le Président ou l'Assemblée du peuple et de rendre des avis sur la constitutionnalité des projets de loi, des décrets et des règlements sur demande du Président.
La Constitution syrienne de 2012 vient par la suite renforcer cette institution, en déclarant le pouvoir judiciaire indépendant et désigne le Président de la République, ainsi que le Conseil supérieur de la magistrature qu'il préside, comme garant de cette indépendance (articles 132-133).
Également, la constitution de 2012 renforce les compétences de la Cour suprême en détaillant l'ensemble de ses pouvoirs et prérogatives (article 146) et en introduisant la possibilité d'un contrôle constitutionnel des lois déjà en vigueur, à l'occasion d'un recours en inconstitutionnalité lors d'une affaire judiciaire (article 147).
Enfin, la composition de la Cour est étendue à sept membres minimum (article 141)

## Composition
La Cour suprême est composée de son président appelé Président de la Cour suprême et de 10 juges membres ordinaires. Les juges de la Cour suprême sont nommés par le Président, pour un mandat renouvelable de quatre ans (article 143).
Auparavant, la composition de la Cour était de cinq membres dans la Constitution syrienne de 1973. La constitution syrienne de 2012 étend celle-ci à un minimum de sept membres, nommés par décret présidentiel (article 141).

### Composition actuelle (mai 2022)
Depuis le décret présidentiel du 16 mai 2022, la composition de la Cour suprême est la suivante, :
- Le président de la Cour suprême : Juge Muhammad Jihad Allaham
- Juge Raslan Ali Tarabulsi
- Juge Malik Kamal Sharaf
- Pr. Jamilah Muslim Al-Sharbaji
- Pr. Dr Said Abd Alwahed Nhili
- Me. Mutasem Skeker
- Me. Majid Rashid Khdera
- Juge Faris Mulhem Sattouf
- Juge Dibo Abd Al Salam Shihadah
- Juge Wisam Badii Yazbek
- Juge Maisaa Anwar Al-Mahrous

Cette composition comprend six juges, trois avocats (dont le président de la Cour), et deux universitaires provenant des facultés de droit des universités syriennes.

## Compétences
Les compétences de la Cour constitutionnelle suprême sont les suivantes, :
- Examiner la constitutionnalité des lois décrets-lois et règlements ;
- Donner son avis, à la demande du président de la République, sur la constitutionnalité des projets de lois et de décrets-lois et sur la légalité des projets de décrets ;
- Superviser les élections présidentielles et organiser les procédures de cette supervision ;
- Examiner les recours concernant les élections présidentielles et législatives ;
- Poursuivre le Président en cas de haute trahison

Il est interdit à la Cour de contrôler la validité des lois soumises par le Président de la République au référendum populaire et approuvées par le peuple (article 148).